# Antibiotice Iași
Antibiotice Iași (BVB: ATB) este o companie farmaceutică din România, fondată în 1955. Este o societate pe acțiuni cu statul român ca acționarul majoritar, prin intermediul Ministerului Sănătății. Compania este listată la Bursa de Valori București, la Categoria I, sub simbolul ATB și are o capitalizare bursieră de peste 1,6 miliarde lei.
Compania Antibiotice este cel mai mare producător român de medicamente generice.

## Istoric
Compania a fost fondată în 1955, fiind primul producător de penicilină din Europa de Sud-Est.
Între anii 1955 și 1990 se fabrică în special substanțe active, pulberi sterile pentru injecții, unguente și supozitoare.
Din anii 1990, se dezvoltă producția de medicamente în formă de capsule și comprimate.
În aprilie 1997 se listează acțiunile la Bursa de Valori București
În decembrie 2008, societatea era evaluată la peste 130 milioane de euro.
Antibiotice Iași ocupa la finele anului 2005 locul al treilea în rândul producătorilor autohtoni de medicamente, cu o cotă de piață de 3,17% din punct de vedere valoric.
Acționarul majoritar al companiei este Ministerul Sănătății, cu o deținere de 53,02%. SIF Oltenia (SIF5) deține 10,10% din acțiunile Antibiotice Iași.
În anul 2008, în presă au apărut suspiciuni că privatizarea societății ieșene ar fi urmat să fie netransparentă, datorită intereselor imobiliare, compania deținând 40 de hectare de teren.
În 2011 avea o cifră de afaceri de 280 milioane lei.
În 2018, compania ajunge pe primul loc la nivel mondial în producția de nistatină.
În contextul crizei războiului din Ucraina, Antibiotice fabrică comprimate cu iodură de potasiu de 65 mg.